# Icterus melanopsis
Icterus melanopsis (лат.) — эндемичный представитель орнитофауны Кубы, птица из семейства трупиаловые. Длина тела взрослой птицы составляет примерно 20 см. Большая часть тела чёрная, плечи и подхвостье жёлтые. Внешне самец и самка не отличаются. В окрасе молодых птиц преобладает жёлто-зелёный цвет. Типичный обитатель лесов субтропического пояса.